# Чума в Азоте (Пуссен)
«Чума в Азоте» (фр. La Peste d'Asdod), также известная как «Чудо ковчега в храме Дагона» (итал. II miraculo dell’Arca nel tempio di Agon) — картина французского живописца Никола Пуссена, написанная в 1630 году. Картина находится в Лувре (Париж).

## История
Пуссен получил заказ на картину от Фабрицио Вальгуарнера. Вальгуарнер был сицилийским купцом, которого судили за отмывание денег путём покупки этой картины; он также заказал более одной версии этого полотна. Пуссен писал картину во время чумы в Италии с 1629 по 1631 год, что повлияло на его точное изображение эпидемии.
В то время, когда Пуссен начал работать над картиной «Чума в Азоте», в Италии произошла страшная вспышка бубонной чумы (1629—1631). Пуссен в то время жил в Риме, который не был затронут чумой; однако он находился под влиянием этой эпидемии при создании картины. Многие, кто изучал эту картину Пуссена, были очарованы его передовыми знаниями о природе эпидемии. Пуссен написал свои «Наблюдения за живописью» после 1627 года. Записи и наблюдения включали его понимание эпидемии, ценную информацию о которой он получил, однако текст так и не был завершен. В этих работах Пуссен обсуждал концепцию лояльности Аристотеля. Чтобы описать людей, которым не хватает лояльности, Аристотель использовал пример членов семьи, которые губят друг друга, заражая друг друга. Пуссен символизировал отсутствие верности, изображая мужчину, отрывающего ребёнка от тела его умершей матери. Это может привести к смерти мужчины, точно так же как и ребёнок, обнимающий свою мать, может заразиться чумой и тоже умереть. Это отсутствие верности проявляется во всей этой картине.

## Описание
Сюжет картины почерпнут из Книги Самуила в Ветхом Завете Библии о чуме в Азоте. Согласно 1 Царств 5: 6,7: «И рука Иеговы отяжелела над Азотянами и губила их и поражала Азотян и все их окрестности болячками низа» «И когда увидели это Азотяне, то сказали: пусть не остается у нас кивот Бога исраильского, потому что отяготела рука его на нас и на боге нашем Дагоне». Филистимляне, захватив Ковчег Завета, поставили его в своей столице в капище Дагона, вызвав гнев Божий, за что Господь Бог наслал на них чуму. Идол же при этом был чудесным образом разбит на куски. Сам Пуссен назвал своё произведение «II miraculo dell’Arca nel tempio di Agon» («Чудо ковчега в храме Дагона»). Название связано с храмом Дагона, который был разрушен в битве. Считалось, что кража Ковчега положила начало чуме.

## Интерпретация

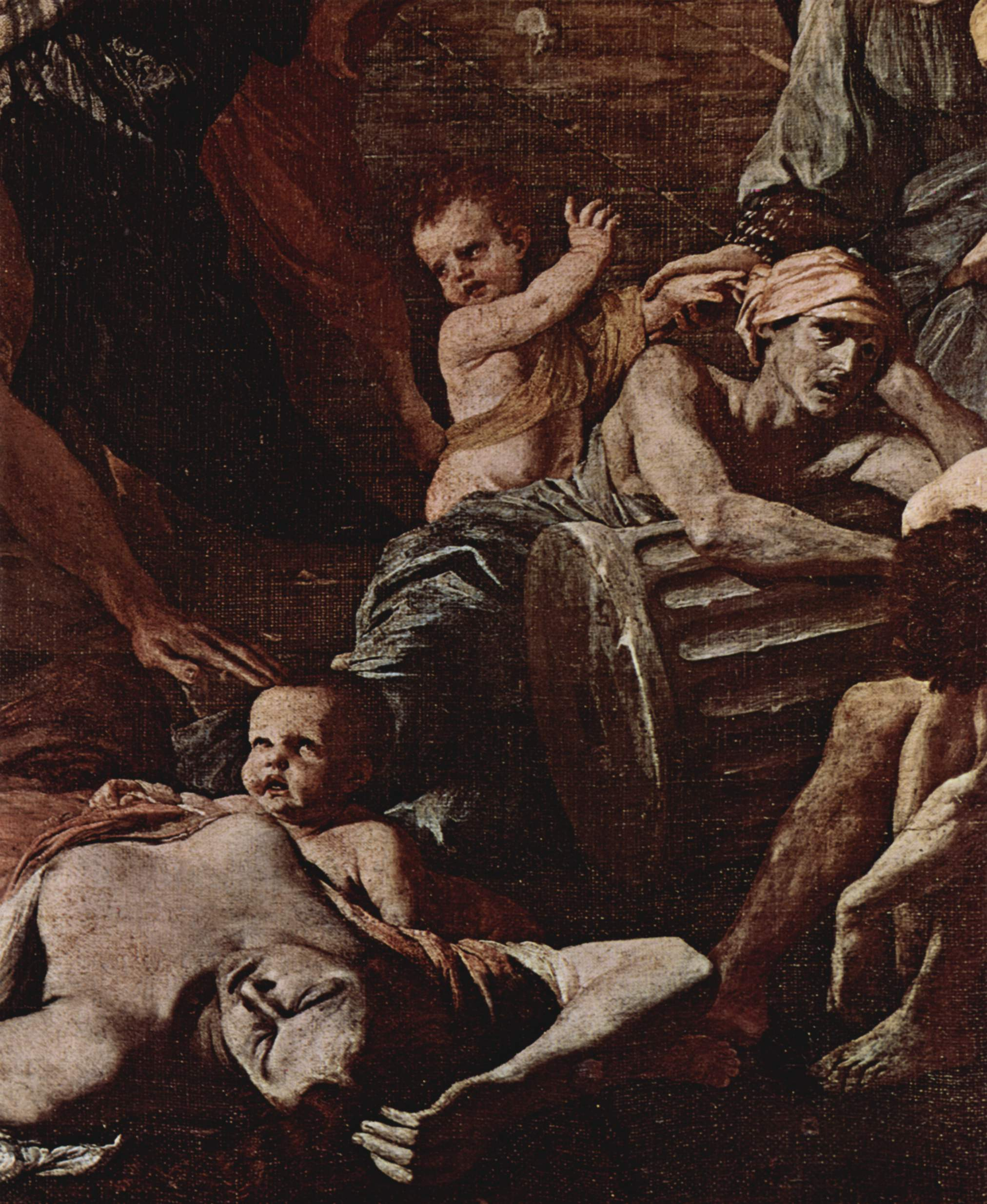
Деталь картины

Одно из толкований истории чумы Азота вытекает из истории об украденном Ковчеге Завета филистимлянами во время битвы. Поскольку ковчег был украден, считалось, что чумы, посланные иудейско-христианским Богом, разорили город, пронизывая людей болезнями и смертью. Целью этих эпидемий было наказание и возвращение Ковчега Завета евреям, у которых он был украден. Пуссен изображает крыс на протяжении всей картины, бегающих вокруг тел живых и мёртвых. По словам Асенси; когда филистимляне отправили ковчег завета обратно к евреям, его отправили с «признанием вины» в виде пяти золотых крыс и пяти золотых опухолей.

### Изображение чумы в XVII веке
Картины, изображающие чуму, редки, потому что в XVII веке было распространено мнение, что само рассмотрение чего-либо такого как чума в искусстве может иметь пагубные физические последствия. Считалось, что человек может проявить то, что он видит, и буквально привести к чему-либо такому, как сама чума. Эти убеждения были настолько сильны, что изображения болезней были очень непопулярными. Изображения на картине Пуссена людей, прикрывающих нос, показывает его веру в то, что дыхание больных может быть заразным, или, возможно, тот факт, что зловоние, исходящее от умирающих и больных людей, было настолько сильным, что другим приходилось закрываться.

### Точность
Фигуры эпидемии, которые, изображены точно, — это то что голодный ребёнок отрывается от груди своей мёртвой матери, чтобы он не заразился чумой из крови и молока матери. Эта сцена должна была бы быть особенно некомфортной для зрителей, потому что людям было бы утешение увидеть, что мадонна кормит своего ребёнка, символ жизни и безопасности для католиков и христиан. Видеть, как этот ребёнок отрывается от заражённой матери, кажется почти негуманным. В таком случае чума может рассматриваться как нечто, от чего мадонна не может защитить и даже угрожает жизни. Таким образом, человек, спасающий ребёнка, рискует собственной жизнью, что свидетельствует о смелости этой фигуры. Пуссен, возможно, поместил эту фигуру там, чтобы усилить глубокий гнев, который зритель должен был чувствовать при рассмотрении картины.

## Другие версии

### Лондонская версия

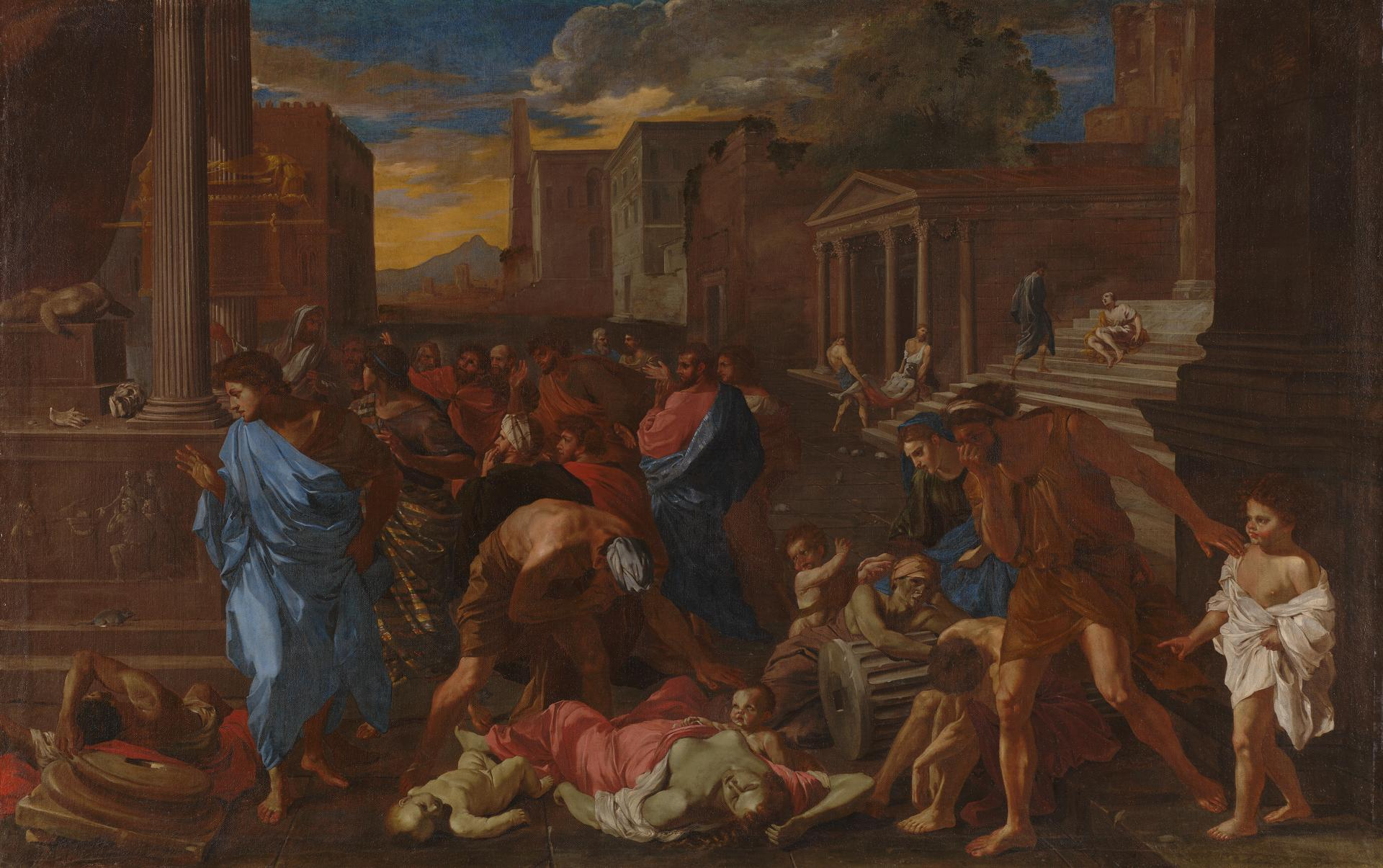
Копия картины Пуссена кисти Анджело Карозелли.

В 1630 году, в то же время, когда Фабрицио Вальгуарнера заказал картину «Чума в Азоте» Пуссену, у Вальгуарнеры уже была точная копия, сделанная ещё до того, как была закончена картина Пуссена. Этот заказ был дан итальянскому художнику Анджело Карозелли. Причины этого заказа неизвестны. Энн Сазерленд Харрис считает, что лондонская версия «Чума в Азоте» использовалась Фабрицио Вальгуарнерой для отмывания украденных драгоценностей. По словам Шейлы Бейкер, Фабриозо Вальгуарнера действительно стремился отмыть свои деньги с помощью картин, когда он посетил мастерскую Пуссена в 1631 году. Именно тогда он впервые приобрел две картины Пуссена, одной из которых была «Чума в Азоте». Картина находится в Лондонской национальной галерее.